# EPrix de Rome
Le ePrix de Rome est une épreuve comptant pour le championnat de Formule E FIA. Elle a eu lieu pour la première fois le 14 avril 2018 sur le circuit urbain de l'EUR.

## Historique
Le premier ePrix de Rome a lieu le 14 avril 2018 et est remporté par Sam Bird, après l’abandon de Felix Rosenqvist. En 2019, la course est marquée par une interruption de près d'une heure, suite un accident au virage 18 qui bloque le circuit. La course est finalement remportée par Mitch Evans qui triomphe pour la première fois de sa carrière en Formule E, de justesse devant André Lotterer.
La troisième édition prévue pour le 4 avril 2020 est annulée en raison de la pandémie du coronavirus. L’année suivante, un double manche est organisé le samedi 10 avril 2021 et dimanche 11 avril 2021 pour compensé des épreuves annulées.

## Le circuit

### Circuits utilisés pour le EPrix

Circuit urbain de l'EUR (2018-2019), saisons 2018 et 2019
Circuit urbain de l'EUR (depuis 2021), saisons 2021 et 2022

## Palmarès
| Année | Vainqueur         | Écurie                     | Circuit                 | Résultats      | Date           |
| ----- | ----------------- | -------------------------- | ----------------------- | -------------- | -------------- |
| 2018  | Sam Bird          | DS Virgin Racing           | Circuit urbain de l'EUR | Résumé         | 14 avril 2018  |
| 2019  | Mitch Evans       | Panasonic Jaguar Racing    | Circuit urbain de l'EUR | Résumé         | 13 avril 2019  |
| 2020  | Course annulée    | Course annulée             | Course annulée          | Course annulée | Course annulée |
| 2021  | Jean-Éric Vergne  | DS Techeetah               | Circuit urbain de l'EUR | Résumé         | 10 avril 2021  |
| 2021  | Stoffel Vandoorne | Mercedes EQ Formula E Team | Circuit urbain de l'EUR | Résumé         | 11 avril 2021  |
| 2022  | Mitch Evans       | Jaguar TCS Racing          | Circuit urbain de l'EUR | Résumé         | 9 avril 2022   |
| 2022  | Mitch Evans       | Jaguar TCS Racing          | Circuit urbain de l'EUR | Résumé         | 10 avril 2022  |

| Pilote            | N° de victoires | Ecuries                    | Année                      |
| ----------------- | --------------- | -------------------------- | -------------------------- |
| Mitch Evans       | 3               | Jaguar TCS Racing          | 2019, 2022 (R1), 2022 (R2) |
| Sam Bird          | 1               | DS Virgin Racing           | 2018                       |
| Jean-Eric Vergne  | 1               | DS Techeetah               | 2021 (R1)                  |
| Stoffel Vandoorne | 1               | Mercedes EQ Formula E Team | 2021 (R2)                  |